# Tweede Kamerverkiezingen 1972/Kandidatenlijst/Anti-Woningnood Aktie
Dit is de kandidatenlijst voor de Tweede Kamerverkiezingen 1972 van de Anti-Woningnood Aktie (AWA). De partij deed alleen mee in kieskring VI ('s-Gravenhage). Lijsttrekker was Johan Hendrik Borsboom, fractiemedewerker voor de Nederlandse Middenstands Partij.

## De lijst
1. Johan Hendrik Borsboom - 481 stemmen
2. H.W. van Bree - 30
3. W. Brugman - 7
4. L. van Wijnen - 7
5. C.J.A. Franse - 5
6. G. Borsboom - 44

PvdA · KVP · VVD · ARP · D'66 · CHU · DS'70 · CPN · SGP · PPR · GPV · PSP · DMP · NMP · Boerenpartij · RKPN · Partij van het Recht · Anti-Woningnood Aktie · Lijst 17 (kieskringen X en XI) · Nieuwe Roomse Partij